# Últimos casos de Miss Marple y otras dos historias
Últimos casos de Miss Marple y otras dos historias es un libro de cuentos de la escritora Agatha Christie, publicado por primera vez en el Reino Unido por Collins Crime Club en octubre de  1979 al precio de £4.50.  No fue publicado en España, pero todas sus historias están contenidas en Poirot infringe la ley, Problema en Pollensa y Tres ratones ciegos y otras historias.

## Títulos de las historias
- Santuario (Sanctuary)
- Una broma extraña (Strange Jest)
- El crimen de la cinta métrica (The Tape-Measure Murder)
- El caso de la vieja guardiana (The Case of the Caretaker)
- El caso de la doncella perfecta (The Case of the Perfect Maid)
- Miss Marple cuenta una historia (Miss Marple Tells a Story)
- La muñeca de la modista (The Dressmaker's Doll)
- En un espejo (In a Glass Darkly)